# Đội tuyển Davis Cup San Marino
Đội tuyển Davis Cup San Marino đại diện San Marino ở giải đấu quần vợt Davis Cup và được quản lý bởi Liên đoàn quần vợt San Marino.
San Marino hiện tại thi đấu ở Nhóm IV khu vực châu Âu và chưa bao giờ thăng hạng Nhóm II.
Tính đến năm 2022, Domenico Vicini giữ kỉ lục mọi thời đại về số trận thi đấu Davis Cup, là 141.

## Lịch sử
San Marino lần đầu tiên tham gia Davis Cup vào năm 1993.